# Rozier-Côtes-d'Aurec
Rozier-Côtes-d'Aurec är en kommun i departementet Loire i regionen Auvergne-Rhône-Alpes i centrala Frankrike. Kommunen ligger i kantonen Saint-Bonnet-le-Château som tillhör arrondissementet Montbrison. År 2022 hade Rozier-Côtes-d'Aurec 422 invånare.

## Befolkningsutveckling
Antalet invånare i kommunen Rozier-Côtes-d'Aurec
| Referens: INSEE |